# Риччарди, Альфонсо
Альфонсо Риччарди (итал. Alfonso Ricciardi; 21 октября 1913, Авеллино, Кампания — 2 июля 1980, Рим) — итальянский футболист, вратарь; тренер.

## Биография
Альфонсо Риччарди родился 21 октября 1913 года в итальянском городе Авеллино.
Играл в футбол на позиции вратаря. До 1932 года выступал за «Авеллино». В 1933—1934 годах защищал цвета «Кампобассо», провёл 18 матчей, пропустил 15 мячей.
В 1934—1938 годах выступал в первом дивизионе (третий эшелон итальянского футбола) за «Салернитану», провёл 94 матча, пропустил 72 мяча.
В 1938 году перебрался в «Унион Спортиве Бари», выступавший в Серии А, и играл в его составе в течение трёх сезонов, проведя в совокупности 63 матча и пропустив 126 мячей.
В 1941 году перешёл в «Милан». В сезоне-1941/42 не провёл ни одной игры в чемпионате Италии, а в сезоне-1942/43 трижды выходил на поле.
В сезоне-1943/44 выступал за «Сереньо».
В 1944 году перебрался в «Торрезе» из Торре-Аннунциаты, игравшего в Серии C, провёл 2 матча в сезоне-1945/46.
С середины 1940-х годов работал тренером. В 1944 году параллельно с выступлениями тренировал «Сереньо», затем возглавлял «Авеллино» (1947—1949), «Кампобассо» (1949—1950). С «Авеллино» в 1949 году выиграл Серию C, однако за нарушение регламента команда была дисквалифицирована.
С июля 1950 по январь 1951 года был тренером «Ливорно», также занимал в клубе посты спортивного директора и администратора.
С 1956 года работал в «Лацио» на руководящих должностях. В 1962 году был назначен исполняющим обязанности главного тренера и провёл на этом посту 7 матчей.
Умер 2 июля 1980 года в итальянском городе Рим.